# British Rail Class 421
British Rail Class 421 - typ elektrycznych zespołów trakcyjnych produkowanych w latach 1964-1972 przez zakłady BREL w Yorku. Obecnie ogromna większość składów tego typu została już wycofana z eksploatacji. Można je spotkać jedynie na tzw. linii historycznej (heritage line) z Brockenhurst do Lymington. Jej operatorem jest firma South West Trains. 

## Linki zewnętrzne

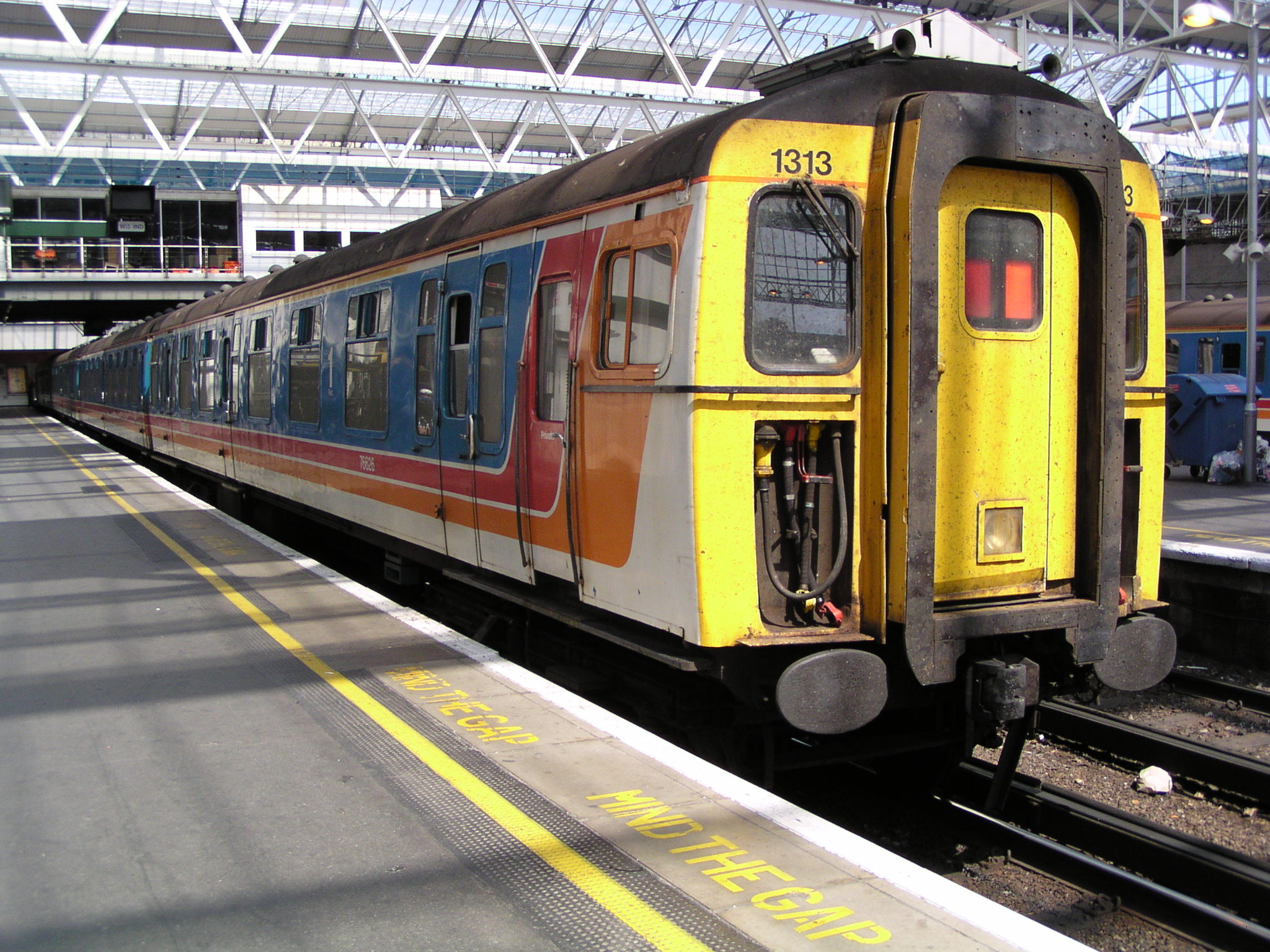
Skład klasy 421 na dworcu Waterloo w Londynie